# Emergency Medicine Australasia
Emergency Medicine Australasia  (hasta 2005, Emergency Medicine ) es una revista médica bimestral revisada por pares que cubre la medicina de emergencia. Publicado por Wiley-Blackwell . Es la publicación oficial del Colegio de Medicina de Emergencia de Australasia y de la Sociedad de Medicina de Emergencia de Australasia . El editor fundador fue George Jelinek y el editor en jefe actual es Geoff Hughes. Según Journal Citation Reports , la revista tiene un factor de impacto en 2017 de 1.353. Según Academic-accelerator, la revista tiene un factor de impacto de 2.151 para el período 2021-2022.

## Métricas de revista
2022
- Web of Science Group :2.151
- Índice h de Google Scholar: 55
- Scopus: 1.509